# Ольга Влахопулу
Ольга Влахопулу (грец. Όλγα Βλαχοπούλου, 1974, Афіни)  — сучасна грецька поетеса, автор лірики пісень.

## Біографія
Ольга Влахопулу народилася в Афінах. У 1995 році вона познайомилася з музикантом Філіппосом Пліацікасом, засновником гурту Pyx Lax. ЇЇ перша пісня була написана саме для цього гурту. З 1998 до 2003 року Ольга мешкала в Німеччині і працювала в установі для дітей, які залишилися без родини.
В останні роки вона пише оповідання для драматичної гри в дошкільних установах. Ольга також є автором текстів для пісень. Вона співпрацювала з видатними грецькими виконавцями, такими як: Елефтерія Арванітакі, Дімітріс Мітропанос, Антоніс Ремос, Нікос Вертіс, Елеонора Зуганелі, Деспіна Ванді, Сакіс Рувас. З 2011 року Влахопулу активно співпрацює з відомими грецькими композиторами:  Антонісом Вардісом, Фівосом,  Теофанусом,  Дімітрісом Контопулосом.
Ольга Влахопулу живе в місті Драма, Східна Македонія та Фракія, одружена, має двох дітей.

## Літературні твори
У 2010 році була опублікована перша книга Влахопулу «Η μάγισσα Ανακατωσούρα και τα Χριστούγεννα των ανάποδων πραγμάτων» ( різдвяна казка),. Офіційна презентація книги відбулася 28 грудня 2010 року

## Пісні на поезії Влахопулу
- Елефтерія Арванітакі & Філіппос Пляцікас «Έχω ξεχάσει το όνομά μου» (2003)
- Pyx Lax «Μοναξιά μου όλα», «Έπαψες αγάπη να θυμίζεις» cd «Στίλβη» (2003)
- Emigre ft Антоніс Ремос: «Σάββατο Απόγευμα» cd live «Στιγμές» (2009)
- Onirama «Μια μέρα στον αέρα» (2010)
- Елеонора Зуганелі"Η αγαπή αργεί", «Γεννάει η ζωή» (2010)
- Emigre «Αφήνομαι», «Η συναυλία» cd «Κύκλος» (2011)
- Дімітріс Мітропанос «Όσοι ζουν αληθινά» cd «Στη διαπασών» (2011)
- Антоніс Ремос «Η νύχτα δυο κομμάτια», «Όταν είσαι εδώ», «Φεγγάρια Χάρτινα», «Δεν κατάφερα» альбом «Kleista ta stomata» (2011); «Είμαι εγώ» [4] альбом «I Kardia Me Pigainei Emena» (2013)
- Пасхаліс Терзіс «Του Στέλιου η μπαλάντα», «Φεύγει η νύχτα» альбом «Δυο νύχτες μόνο» (2011)
- Нікос Вертіс «Εχει τελειωσει», «Θα έπρεπε να ντρέπεσαι», «Θύμωσε απόψε η καρδιά», «Ήρθες» (2011)
- Євдокія Каді «Ταξίδεψέ με» (2011)
- Антоніс Вардіс «Δεμένος εδώ» (2011)
- Янніс Вардіс «Στα δύσκολα θα είμαστε μαζί», «Μια ανάσα» (2011)
- Деспіна Ванді «Το λίγο σου να ζω», «Μ' ένα αντίο», «Πάλι επιστρέφω» альбом ‘Άλλαξα’ (музика — Фівос) (2012)[5]
- Константінос Аргірос «Γιατί εγώ», «Δική μου γίνε» (композитор — Йоргос Теофанус) (2012)
- Лукас Йоркас «Έμαθα» (2012)
- Сакіс Рувас «Νιώσε τι θέλω» (музика — Дімітріс Контопулос) (19 листопада 2012)[6][7]